# На изток от рая
„На изток от рая“ (на английски: „East of Eden“) е роман от Джон Стайнбек, публикуван през септември 1952 г.
Джон Стайнбек се връща в Салинас през 1948 г.и започва да работи върху романа „На изток от рая“. Той смята че това ще е най-значителното му произведение. Книгата е завършена през 1951 г. и на следващата година Viking Press я публикува. През ноември 1952 г. е бестселър #1 в раздела за художествена литература.
Този мащабен и увлекателен философски роман и неговото заглавие са повлияни в значителна степен от библейската легенда за Каин и Авел – тази за първото братоубийство. В романа се показва постоянната борба между доброто и злото, силата и слабостта, любовта и омразата, красотата и грозотата. Действието се развива в рамките на петдесет и шест годишна хроника (от 1862 до 1918 г.), описваща три поколения от две фамилии. В романа има много биографични моменти от рода на Стайнбек. Според самия автор книгата е резултат от 11 години мисловна бременност; една година непрекъснато писане; 300 молитви; около 36 топа хартия; 350 000 думи (преди съкращенията) и много твърд мазол на средния пръст на дясната му ръка.
„На изток от рая“ е екранизиран от Елия Казан и е пуснат по екраните през 1955 г. На български романът е преведен от Кръстан Дянков.

## Издания в България
- Стайнбек, Джон. На изток от рая.   София, ИК „Прозорец“, 2000. ISBN 9547331434.